# 兴都库什雄鹰足球俱乐部
兴都库什雄鹰（波斯語：‎）足球俱乐部是阿富汗的一支足球队，目前位于阿富汗超级足球联赛。該球隊所代表的是阿富汗的中部地区。

## 队名来源
兴都库什山脉是阿富汗最具影响力的山脉，横贯阿富汗，绵延800多公里，山脉上形成的河流为喀布尔带来文明。当地有一种居住在兴都库什山脉悬崖峭壁上的巨鹰（Oqaban），双翼展开长达两米，这种巨鹰拥有锐利的眼睛和飞快的速度，甚至可以从1500米外看见猎物。这种鹰在阿富汗得到了无上的尊重，甚至是阿富汗国旗的象征。队名意义即为要有阿富汗巨鹰的速度，在阿富汗超级足球联赛获得至高的荣耀。